# كييل يوهانسون
كييل يوهانسون (بالسويدية: Kjell Johansson)‏ هو لاعب تنس الطاولة سويدي، ولد في 5 أكتوبر 1946 في إسكيلستونا في السويد، وتوفي في 24 أكتوبر 2011 في Eksjö ‏ في السويد.

## وصلات خارجية
- كييل يوهانسون على موقع منظمة تنس الطاولة العالمي (الإنجليزية)

- كييل يوهانسون على موقع ميوزك برينز (الإنجليزية)